# Synchlora congruata
Synchlora congruata är en fjärilsart som beskrevs av Walker 1861. Synchlora congruata ingår i släktet Synchlora och familjen mätare. Inga underarter finns listade i Catalogue of Life.